# Senado de Rumania
El Senado de Rumania (en rumano: Senat) es la cámara alta del Parlamento bicameral de Rumanía. Cuenta con 136 escaños (antes de las elecciones parlamentarias de 2016, el número total de representantes electos era de 176), cuyos miembros se eligen por voto popular directo mediante representación proporcional por listas de partidos en 43 distritos electorales (los 41 condados, la ciudad de Bucarest y una circunscripción para los rumanos residentes en el extranjero), para ejercer un mandato de cuatro años.

## Composición
Tras las elecciones legislativas el partido socialdemócrata consiguió el mayor número de votos.
| Partidos                                                    | Escaños | %     | +/– |
| ----------------------------------------------------------- | ------- | ----- | --- |
| Partido Socialdemócrata                                     | 47      | 29,32 | -20 |
| Partido Nacional Liberal                                    | 41      | 25,58 | +11 |
| Unión Salvar Rumania-Partido Libertad, Unidad y Solidaridad | 25      | 15,86 | +12 |
| Alianza para la Unión de los Rumanos                        | 14      | 9,17  | -   |
| Unión Democrática de Húngaros en Rumania                    | 9       | 5,89  | 0   |
| Partido del Movimiento Popular                              | 0       | 4,93  | -8  |
| Otros Partidos                                              | 0       | 15,14 | -   |
| Total                                                       | 136     | 100   | -5  |

## Presidentes del Senado
| Periodo                                           | Nombre                     |
| ------------------------------------------------- | -------------------------- |
| 1990-1992                                         | Alexandru Bârlădeanu       |
| 1992-1996                                         | Oliviu Gherman             |
| 1996-febrero de 2000                              | Petre Roman                |
| Febrero de 2000                                   | Mircea Ionescu-Quintus     |
| 2000-2004                                         | Nicolae Văcăroiu           |
| 2004 - 14 de octubre de 2008                      | Nicolae Văcăroiu           |
| 14 de octubre de 2008 - 28 de octubre de 2008     | Doru Ioan Tǎrǎcila         |
| 28 de octubre de 2008 - 13 de diciembre de 2008   | Ilie Sârbu                 |
| 19 de diciembre de 2008 - 23 de noviembre de 2011 | Mircea Geoană              |
| 23 de noviembre de 2011 - 28 de noviembre de 2011 | Petru Filip                |
| 28 de noviembre de 2011 - 3 de julio de 2012      | Vasile Blaga               |
| 3 de julio de 2012 - 19 de diciembre de 2012      | Crin Antonescu             |
| 19 de diciembre de 2012 - 4 de marzo de 2014      | Crin Antonescu             |
| 5 de marzo de 2014 - 10 de marzo de 2014          | Cristian Dumitrescu        |
| 10 de marzo de 2014 - 10 de septiembre de 2019    | Călin Popescu-Tăriceanu    |
| 10 de septiembre de 2019 - 3 de febrero de 2020   | Teodor Viorel Melescanu    |
| 3 de febrero de 2020 - 9 de abril de 2020         | Titus Corlățean            |
| 9 de abril de 2020 - 21 de diciembre de 2020      | Robert Cazanciuc           |
| 21 de diciembre de 2020 - 23 de noviembre de 2021 | Anca Dragu                 |
| 23 de noviembre de 2021 - 29 de junio de 2022     | Florin Cîțu                |
| 29 de junio de 2022 - 13 de junio de 2023         | Alina Gorghiu (ad interim) |
| 13 de junio de 2023-23 de diciembre de 2024       | Nicolae Ciucă              |
| 23 de diciembre de 2024-24 de junio de 2025       | Ilie Bolojan               |
| 24 de junio de 2025-presente                      | Mircea Abrudean            |